# Magyarország az 1991-es fedett pályás atlétikai világbajnokságon
Magyarország a Sevillában megrendezett 1991-es fedett pályás atlétikai világbajnokság egyik részt vevő nemzete volt. Az ország a versenyen hét sportolóval képviseltette magát.

## Eredmények

### Férfi
| Versenyző      | Versenyszám      | Előfutam | Előfutam | Előfutam | Elődöntő | Elődöntő | Elődöntő | Döntő    | Döntő    |
| Versenyző      | Versenyszám      | Idő      | Hely.    | Össz.    | Idő      | Hely.    | Össz.    | Idő      | Helyezés |
| -------------- | ---------------- | -------- | -------- | -------- | -------- | -------- | -------- | -------- | -------- |
| Banai Róbert   | 800 m            | 1:51,10  | 5.       | 21.      | kiesett  | kiesett  | kiesett  | kiesett  | kiesett  |
| Urbanik Sándor | 5000 m gyaloglás | 19:56,44 | 2.       | 6.       |          |          |          | 19:11,85 | 6.       |

| Versenyző    | Versenyszám | Selejtező | Selejtező | Döntő    | Döntő    |
| Versenyző    | Versenyszám | Eredmény  | Helyezés  | Eredmény | Helyezés |
| ------------ | ----------- | --------- | --------- | -------- | -------- |
| Almási Csaba | Távolugrás  | 7,71 m    | 14.       | kiesett  | kiesett  |

### Női
| Versenyző    | Versenyszám      | Előfutam | Előfutam | Előfutam | Elődöntő      | Elődöntő      | Elődöntő      | Döntő   | Döntő    |
| Versenyző    | Versenyszám      | Idő      | Hely.    | Össz.    | Idő           | Hely.         | Össz.         | Idő     | Helyezés |
| ------------ | ---------------- | -------- | -------- | -------- | ------------- | ------------- | ------------- | ------- | -------- |
| Bátori Noémi | 400 m            | 52,60    | 2.       | 2.       | Nem ért célba | Nem ért célba | Nem ért célba | kiesett | kiesett  |
| Rosza Mária  | 3000 m gyaloglás | Kizárták | Kizárták | Kizárták |               |               |               | kiesett | kiesett  |
| Ilyés Ildikó | 3000 m gyaloglás | Kizárták | Kizárták | Kizárták |               |               |               | kiesett | kiesett  |

| Versenyző    | Versenyszám | Selejtező | Selejtező | Döntő    | Döntő    |
| Versenyző    | Versenyszám | Eredmény  | Helyezés  | Eredmény | Helyezés |
| ------------ | ----------- | --------- | --------- | -------- | -------- |
| Kovács Judit | Magasugrás  | 1,84 m    | 18.       | kiesett  | kiesett  |